# Az irkafirka híd
Az irkafirka híd 1990-ben megjelent amerikai rock-musical, amelyet Prince rendezett és a negyedik, egyben utolsó nagy filmszerepe. Folytatása az 1984-es Bíboreső filmnek. A film zenéjét a Graffiti Bridge album adta.

## Cselekmény
A cselekmény a Bíboreső főszereplője, a Kölyök (Prince) életét követi tovább, aki a második filmre a Glam Sam klub tulajdonosa, amelyet Billy – aki a First Avenue Club tulajdonosa az első filmben – hagyott rá. A főszereplő az idejét dalszerzéssel tölti és elhunyt apjának ír leveleket. A hagyatékban szereplő másik személy Morris (Morris Day), a Kölyök riválisa, akinek szintén megvan a saját klubja, a Pandemonium és szeretné irányításába venni a Melody Cool és Clinton Club klubokat is. Morris ki akarja tolni a Kölyköt és megfenyegeti, hogy elveszi tőle a Glam Slam klubot. Továbbá érdekessé teszi a filmet, Aurora, egy angyal érkezése, aki Morris-t és a Kölyköt is jobb irányba akarja terelni. Morris elkezdi megalázni a főszereplőt, fellép az együttesével, hogy elvegyen tőle vásárlókat. A Kölyök úgy dönt, hogy kihívja egy zenés párbajra Morris-t.

## Szereposztás
| Szerep            | Színész        |
| ----------------- | -------------- |
| Kölyök            | Prince         |
| Morris            | Morris Day     |
| Jerome            | Jerome Benton  |
| The Time          | The Time       |
| Jill              | Jill Jones     |
| Melody Cool       | Mavis Staples  |
| George            | George Clinton |
| Aurora            | Ingrid Chavez  |
| Aurora (énekhang) | Elisa Fiorillo |
| Tevin             | Tevin Campbell |
| Robin             | Robin Power    |
| Az NPG tagja      | Rosie Gaines   |

## Háttér
Terry Lewis szerint a film a The Time-nak volt szánva, de "végül a sztori elveszett és egy Prince-film lett belőle. De jó volt így. [...] Plusz hat hónapig lógtunk együtt, valaki másnak a költségein." Morris Day a következőt mondta: "A Bíboreső folytatása lett végül. És a szerep, amit a The Time játszik, hát, aljas csalók. A Bíboresőben kisebbek voltunk, de a második filmre belenőttünk a nagyobb bűnözői szerepbe. Irányítottuk azt a területet, amelynek 'Seven Corners' a neve, ami lényegében négy klubból áll és mindenki nekünk felel. Lényegében a Kölyök és köztünk lévő rivalizálásról szól. [...] A végén megszerzi a lányt és legyőz egy balladával. Megváltoztat minket és hívővé, jóvá tesz. [nevet]"

## Filmzene
A film zenéjét a Graffiti Bridge album adja, amelynek sikeresebb dalai a "Round and Round", a "New Power Generation" és a "Thieves in the Temple". Az album ismételten sikeresebb volt, mint a film, A telihold alatthoz hasonlóan. A filmen a következő dalok szerepeltek, ilyen sorrendben:
- "Can't Stop This Feeling I Got" – Prince (instrumental)
- "New Power Generation" – Prince and New Power Generation
- "Release It" – The Time
- "We Can Funk" – Prince, George Clinton és Rosie Gaines
- "Elephants & Flowers" – Prince
- "Round and Round" – Tevin Campbell
- "Joy in Repetition" – Prince
- "Love Machine" – The Time & Elisa Fiorillo
- "Thieves in the Temple" – Prince
- "The Question of U" – Prince
- "Shake!" – The Time
- "Tick, Tick, Bang" – Prince
- "Melody Cool" – Mavis Staples
- "Still Would Stand All Time" – Prince

## Fogadtatás
A filmet négy Arany Málna díjra jelölték, többek között a Legrosszabb film, a Legrosszabb férfi főszereplő, Legrosszabb rendező, Legrosszabb forgatókönyv (Prince), illetve a Legrosszabb új sztár (Ingrid Chavez) kategóriákban.
Annak ellenére, hogy a folytatása volt a Bíboresőnek, kritikailag és kereskedelmileg is sikertelen volt. A legtöbb 1990-es évek legrosszabb filmjei listán szerepel. Az irkafirka hídnak jelenleg 19%-os értékelése van a Rotten Tomatoes-on.
A filmzenei album, a Graffiti Bridge viszont nagy sikert aratott.
1991-ben Prince a következőt mondta a filmről: "A legtisztább, legspirituálisabb, legfelemelőbb dolog volt, amit bármikor csináltam. Nem volt erőszakos, pozitív volt és nem voltak benne felesleges szex jelenetek. Lehet, hogy 30 év fog kelleni, mire az emberek megértik. Az Óz, a csodák csodáját se szerették először."

## Cím
Az irkafirka híd (Graffiti Bridge) egy már lebontott híd, Eden Prairieben, Minnesotában. A híd az 1990-es évek elején lett lebontva, hogy új építkezéseknek adjon utat, de a mai napig helyi legenda maradt.